# Asansol
Asansol (Bengalisch: আসানসোল, Āsānasol) ist eine Industriestadt im Distrikt Bardhaman im Westen des indischen Bundesstaates Westbengalen. Sie hat ungefähr 560.000 Einwohner (Volkszählung 2011).
Asansol liegt an der Eisenbahnstrecke Delhi-Haora und an der Grand Trunk Road. Die Wirtschaft der Stadt ist von den Kohlevorkommen des umliegenden Gebietes geprägt, es gibt Eisen- und Stahlindustrie (Waggonbau), aber auch Textilindustrie. Die nächsten bedeutenden Ortschaften sind Durgapur und Shantiniketan.
Asansol ist Sitz des Bistums Asansol.